# Gene Fowler, Jr.
Gene Fowler, född 27 maj 1917, död 11 maj 1998, var en amerikansk filmklippare och regissör. Han har medverkat vid över 100 filmer och TV-shower i olika befattningar. Under 1950-talet regisserade han lättviktiga verk som Jag är gift med en utomjording (1959) och Ung desperado (1957). Kända filmer som han medverkat vid är En ding, ding, ding, ding värld och tv-serien The Waltons

## Citat
"Varje människa har rätt att älska två städer, sin egen och San Francisco." Gene Fowler